# 걷는메기
걷는메기(영어: walking catfish, 학명: Clarias batrachus)는 메기목 공기호흡메기과의 물고기이다. 이 물고기는 일반적으로 천천히 움직이고 종종 물이 고여 있는 연못에서 산다.

## 특징
워킹캣피시의 몸길이는 약 0.5m이고 몸무게는 1.2kg에 이른다. 종종 작은 흰색 반점에서 옆으로 덮여있어서, 몸은 주로 회색 또는 회갈색이다. 피부는 물 밖으로 나올때 몸을 보호하는 비늘이 없지만, 점액으로 덮여있다.